# Veljko Milićević
Veljko Milićević pseud. L'homme qui rit (ur. 14 stycznia 1886 we wsi Donji Čaglić, zm. 5 listopada 1929 w Belgradzie) – serbski pisarz, publicysta i tłumacz.

## Życiorys
Był synem zamożnego kupca. W 1896 rodzina Milićevicia osiedliła się w Lice, gdzie Veljko ukończył szkołę, naukę kontynuował w Gospiciu i w Zagrzebiu, egzamin maturalny zdał w gimnazjum w Belgradzie. Odbył studia prawnicze na Uniwersytecie Belgradzkim, a następnie studiował języki i literatury romańskie w Genewie. W 1908 ukończył studia podyplomowe w Paryżu. W czasie studiów publikował w czasopiśmie literackim Srpski riječi, wydawanym w Sarajewie. Pisał także do czasopism wydawanych w Belgradzie. W latach 1923–1928 publikował regularnie w dzienniku Politika. Zmarł w 1929.

## Twórczość
W 1903 zadebiutował utworem Mrtvi Život (Martwe życie), w kolejnych latach wydał opowiadania Vihor i powieść Bespuće. Wydana w 1912 powieść Bespuće stała się najbardziej znanym dziełem pisarza, przedstawiając powrót intelektualisty Gavra Đakovicia do ojczyzny. Zbiór opowiadań Milićevicia ukazał się w 1930 w tomie Pripovetke. Tłumaczył dzieła pisarzy brytyjskich (Charles Dickens, Henry Hallam, Archibald Reiss) i francuskich (Guy de Maupassant, Stendhal).